# 皇室典範
《皇室典範》（日语：／ Kōshitsu Tenpan）是日本一套規定皇位繼承順序、日本皇室的制度與結構相關的法律。皇室典範一詞係指兩者，一為《大日本帝國憲法》時代的產物（1889年2月11日裁定），另一者則基於《日本國憲法》第2條與第5條下制定而成的（1947年1月16日法律第三號）。為了將前者和後者區別，前者多以舊皇室典範稱之。舊皇室典範和憲法同等級，並非法律。這點和現行的典範即有相當大的差異。

## 舊皇室典範
大日本帝國憲法體制下的舊皇室典範，和憲法同級皆為國家基本法。但須注意的是，其法因應不同時期，地位得以變更。舊皇室典範在制定之初，為皇室家法之性質，但1907年（明治40年）裁定的皇室典範增補中，取得宮內大臣以及國務各大臣的副署，且成為公佈的對象，亦認定國民處於皇室拘束之下。也因為此法本來就與1907年依據公式令（官方令）等制定之下的宮務法和國務法不同，是分開制定的，皇室典範自然並非依循憲法之下。舊皇室典範的修訂與增補，是經由皇族會議及樞密顧問的諮詢來欽定（舊皇族典範62條），這些手續無須經過帝國議會的協贊與決議（大日本帝國憲法74條）。也可以說這表現出——與現今在日本國憲法之下的皇室典範不同的——皇室自律主義。舊皇室典範的修訂與增補，以本身即為法源的「皇室典範」形式而行。記錄上，增補只有1907年2月11日和1918年（大正7年）11月28日的兩次增補而已，而本文的修正因無案例而廢止。另外，1907年裁定的皇室典範增補，一部份修正於1946年（昭和21年）12月27日。

## 在日本國憲法之下
日本國憲法體制下的皇室典範是作為一條法律訂定，和其他法律一樣，制定與改訂經由國會實行，皇室制度成為與國民同級，與國會事務相關。日本國憲法第二條規定皇位為世襲制，世襲方法則依據皇室典範的規定實行。雖然皇室典範規定只有男性皇族才擁有皇位繼承權，但因從秋篠宮文仁親王以來41年間都無男性皇族誕生，敬宮愛子內親王誕生後，皇室典範的改訂成為議論焦點；其中，承認女性同樣擁有皇位繼承權的意見，也有讓舊宮家回復皇籍的意見（皇位繼承問題）。2006年（平成18年）9月6日，悠仁親王出生，雖令繼位改革問題暫時解決，但民眾要求女性繼承皇位的聲音不減。專家亦指出，日本皇室制度並不穩固，最年輕一代只有一名男丁，因此不應只著眼目前，應該改革皇室。另外，最近也有應尊重本人意願，推進皇族女性和舊宮家的男性之婚姻的意見。如此一來，如皇族女性生出男孩，其子成為天皇的話，既能維持男系傳統，同時也能減少國民對舊宮家復甦的抵抗感，因此被認為是得以圓滑推進皇室典範的手段。

## 構成與條文釋義
皇室典範之構成如下：
- 第一章 - 皇位繼承
- 第二章 - 皇族
- 第三章 - 攝政
- 第四章 - 成年、敬稱、即位之禮、大喪之禮、皇統譜與陵墓

### 主要條文釋義
- 第1條 皇位繼承資格為具有皇統之男系男子。
- 第2條 皇位繼承順序為直系、年長、近親優先。
- 第4條（天皇駕崩，皇嗣立即即位）：通常是必須在得知天皇駕崩消息的當天，皇嗣立即於所在處宣佈登基，待日後再舉行正式的登基大典。
- 第8條 當皇子作為皇嗣時稱之為皇太子。沒有皇太子時，皇孫作為皇嗣則稱為皇太孫[註 1]。
- 第12條 皇族女子如與天皇或皇族以外者建立婚姻關係，則不保留皇族身分。

## 條文修正
- 1949年（昭和24年） - 因應總理府設置法等關聯法律之制定而修正
  - 因組織改整，將總理廳改為總理府、宮內府改為宮內廳
- 2017年（平成29年） - 天皇退位等相關皇室典範特例法
  - 追加附則「作為皇室典範中的特例，為了天皇退位而制定之『天皇退位相關之皇室典範特例法』加入皇室典範中」。此法律將皇室典範沒有提及之「天皇退位」，限定只適用於第125代天皇明仁。伴隨此退位所產生之「上皇」、「上皇后」與「皇嗣」等新的皇室地位，與其相關事項所訂定之特例法，但並不改變皇室典範本則，多簡稱為『皇室典範特例法』。[2][3][4][5][6]

## 註释
1. ↑  現今身為皇嗣（日语：皇嗣）的秋篠宮文仁親王並非皇太子或皇太孫，僅為稱呼為皇嗣

## 外部連結
- 伊藤博文著『皇室典範義解』現代語譯(HISASHI) （页面存档备份，存于）（日語）
- 日本總務省法令資料庫—皇室典範（日語）